# Пенанзький міст

Карта штату Пулау-Пенанг

Міст Пенанг (малай. Jambatan Pulau Pinang) являє собою вантовий міст, який з'єднує місто Гелугор на острові Пенанг з материковою частиною штату Пенанг — Себеранг Перай на Малайському півострові. 
Будівництво було розпочато в 1982 році, відкриття мосту для громадського транспорту відбулося 14 вересня 1985. Витрати на будівництво склали RM 800 млн. (175 млн євро), за винятком витрат на покупку землі. Загальна довжина моста становить 13,5 км, що робить його одним з найдовших у світі та найдовшим мостом на території Південно-Східної Азії. Пенанзький міст є символом острова Пенанг.

## Галерея

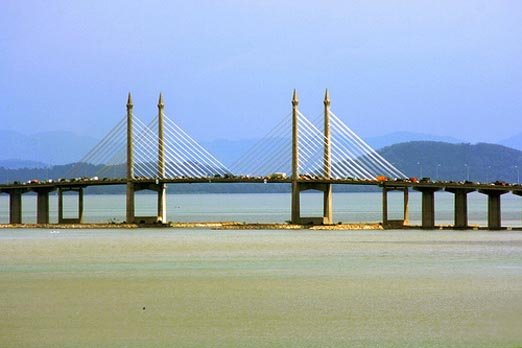
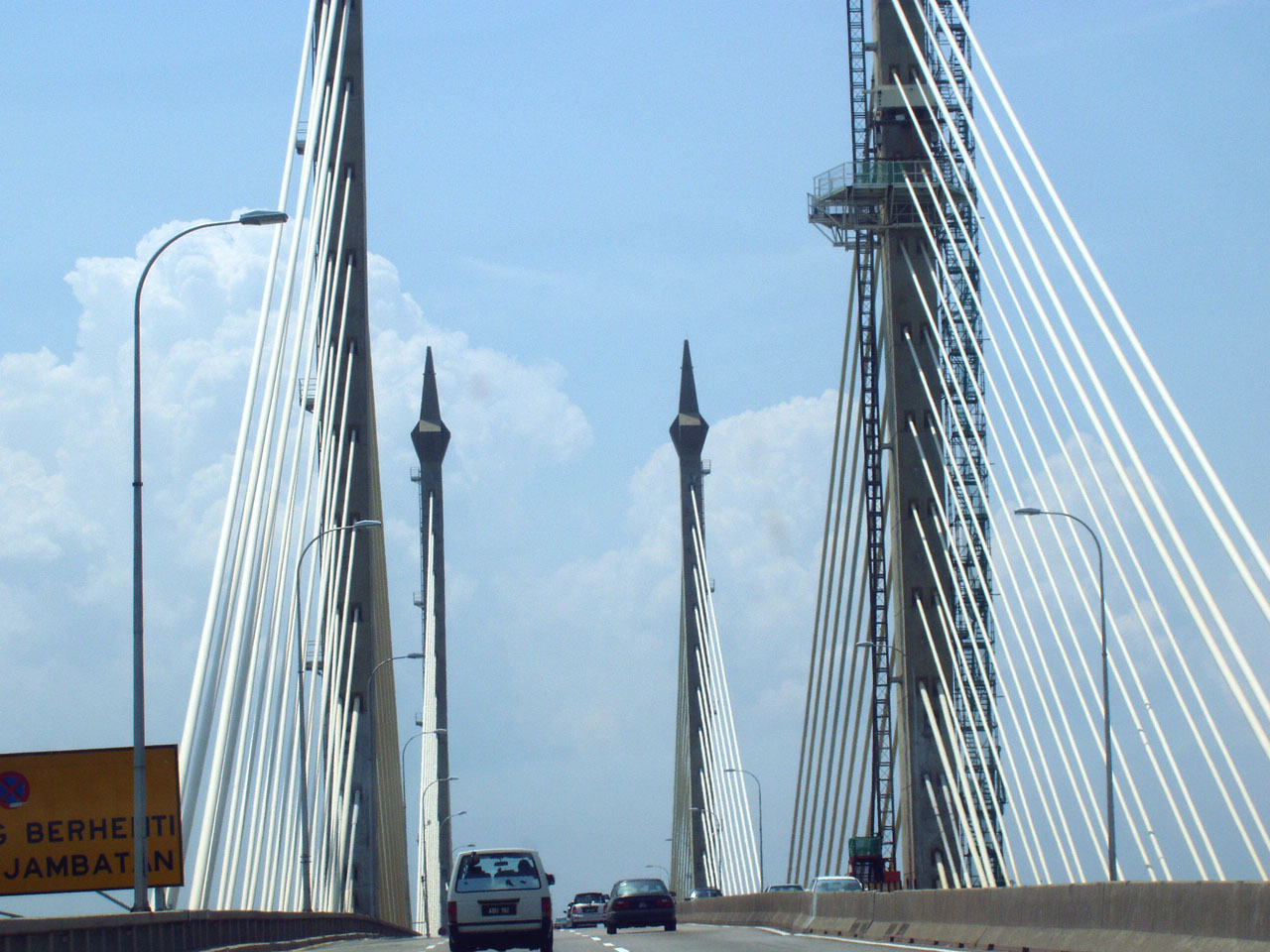
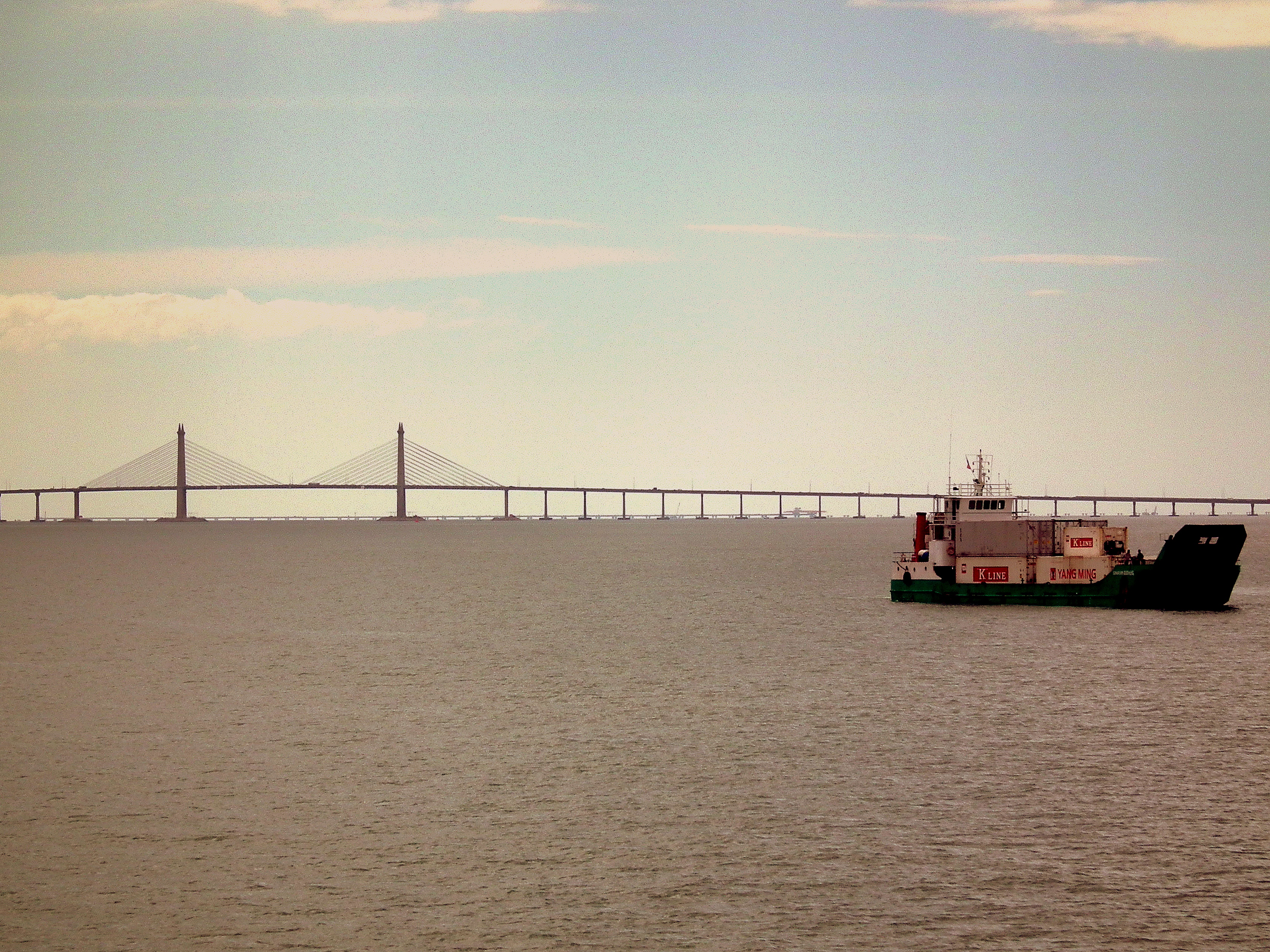
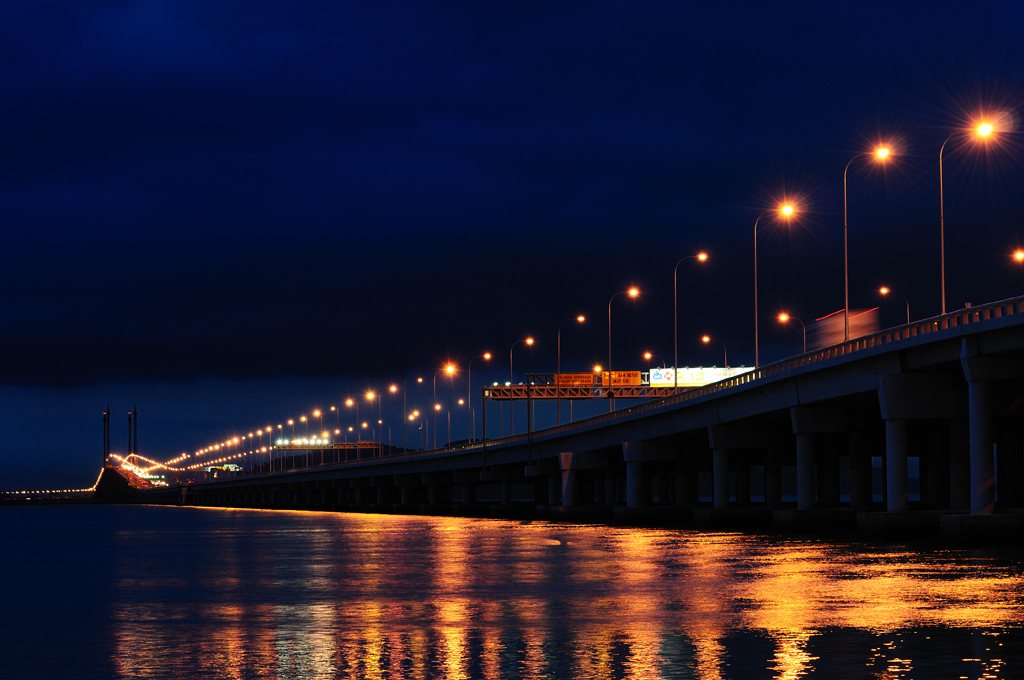
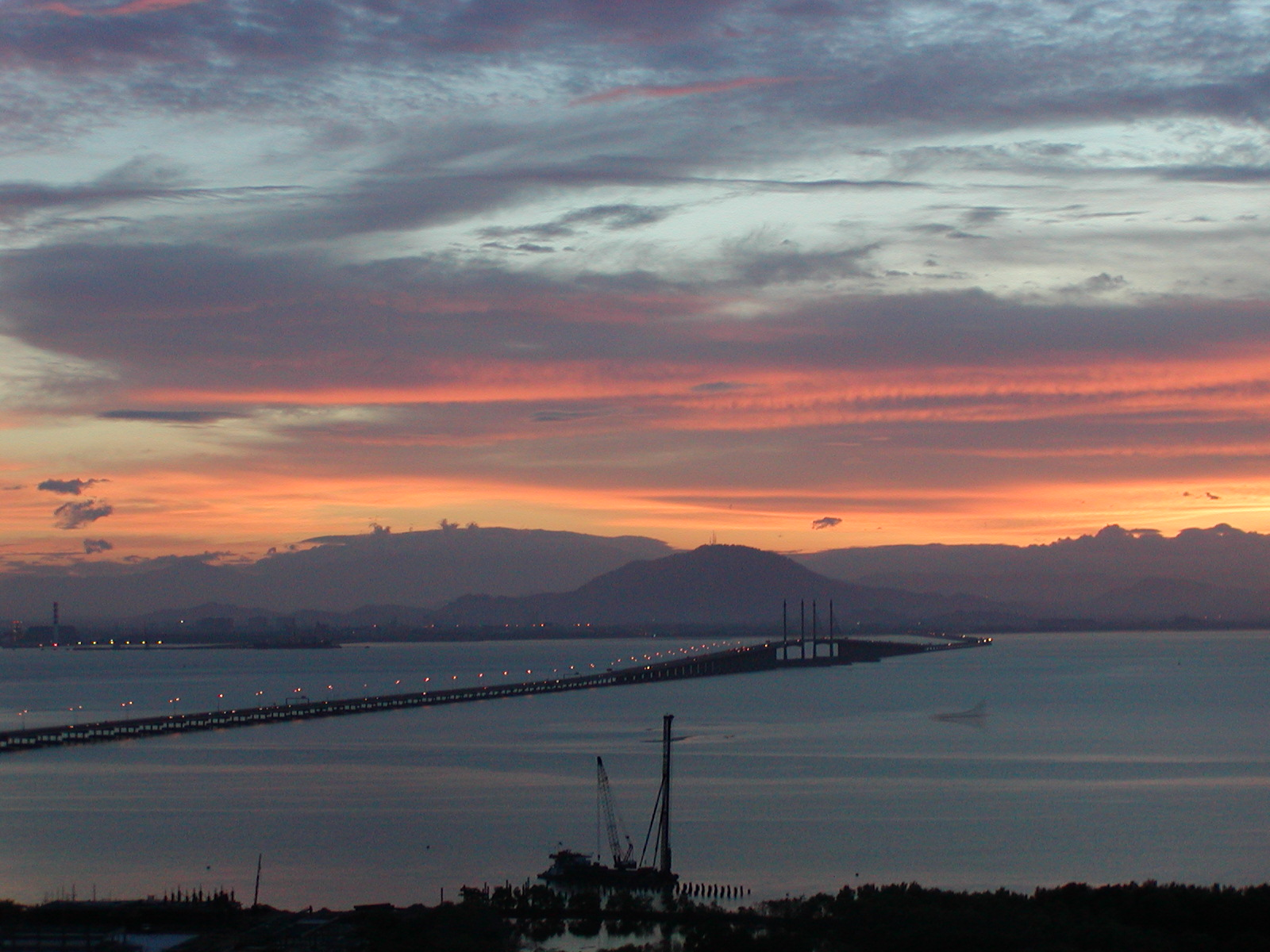
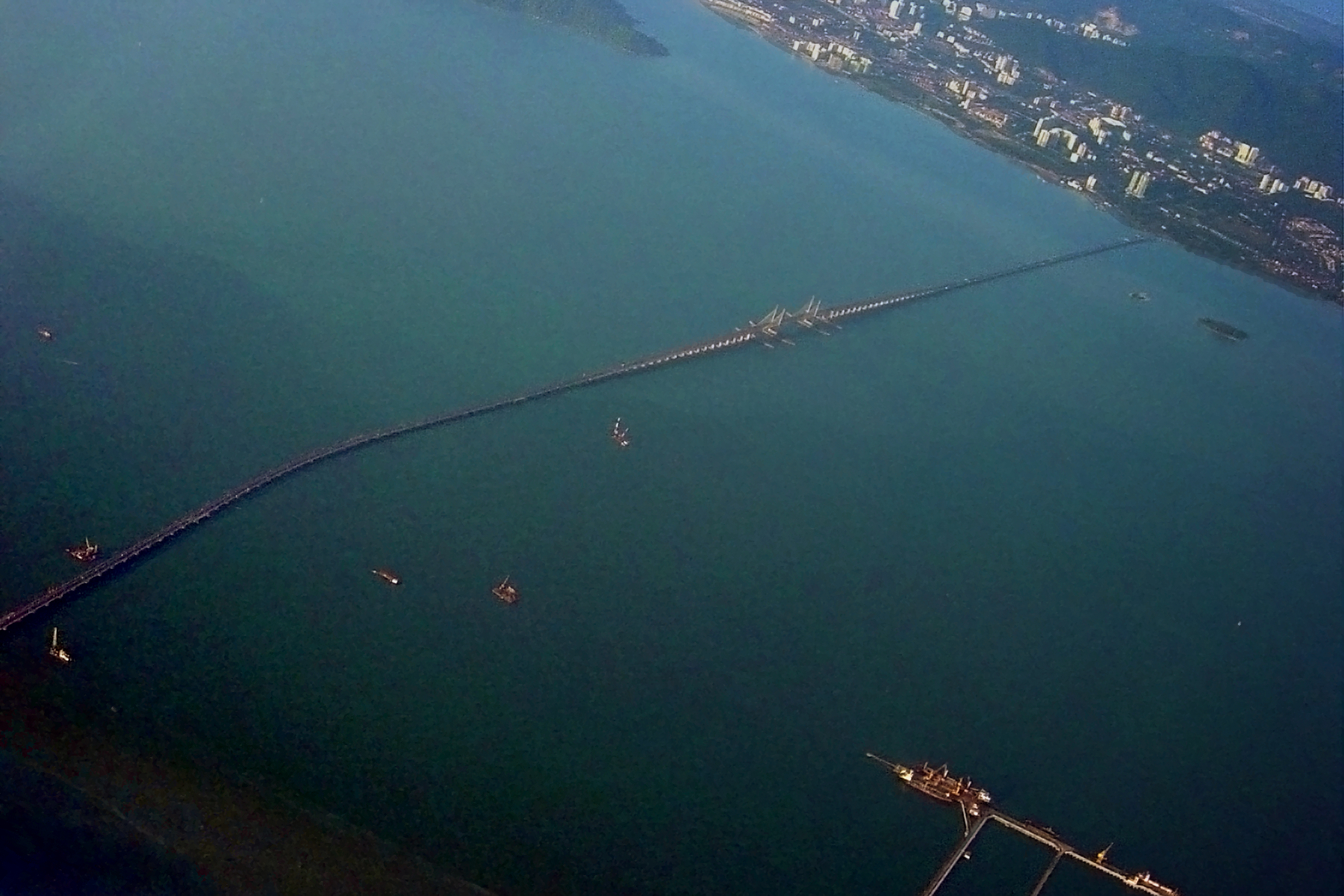
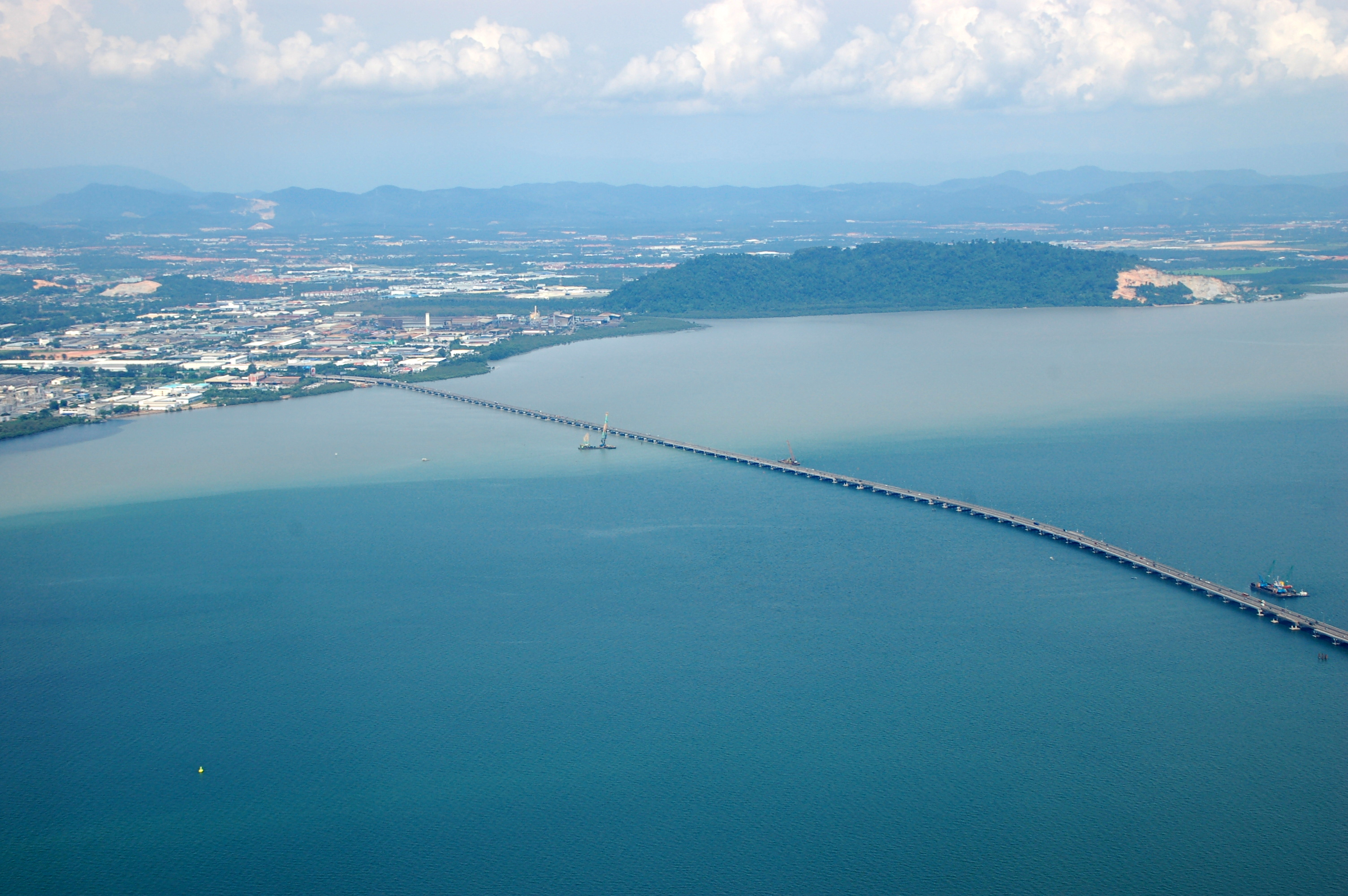